# Октябрьский проспект (Люберцы)
Октябрьский проспект — проспект в южной части города Люберцы, наиболее протяжённая улица города. Важная внутригородская транспортная артерия, связывающая с Москвой Люберцы и ближайшее Подмосковье.
Часть автодороги Москва — Рязань и региональной дороги А102; помимо этого, является дублёром проходящего за городом Новорязанского шоссе.

## Описание
Октябрьский проспект начинается возле района Жулебино и платформы «Ухтомская» как продолжение Лермонтовского проспекта, далее идёт в юго-восточном направлении примерно параллельно путям Рязанского направления. Сперва проходит вдоль микрорайона Ухтомка и посёлка Калинина, далее идёт между территорий двух бывших заводов — имени Ухтомского и «Торгмаш» — и выходит в центр Люберец на пересечение со Смирновской улицей. Через 600 метров проспект делает заметный поворот на юго-юго-восток и пересекает по эстакаде грузовую ветку Панки — Дзержинская, после чего проходит по территории бывшего посёлка Панки (нынешние микрорайоны Мальчики, Хлебозавод, Высшая школа) и заканчивается у перекрёстка с Егорьевским шоссе. Продолжением Октябрьского проспекта за пределами Люберец является Рязанское шоссе.
Ширина проспекта на всём протяжении — 15 метров (две полосы движения в каждую сторону), на некоторых участках присутствуют уширения; установлен отбойник на разделительной полосе. На проспекте установлено 14 светофорных объектов (два из которых используются только для пешеходного перехода), что серьёзно затрудняет передвижение автотранспорта по дороге в часы пик.

## Застройка
Жилую застройку вдоль проспекта составляют преимущественно пятиэтажные кирпичные «хрущёвки». Тем не менее, на проспект выходит также несколько сталинских домов и кирпичных девятиэтажек, а район Октябрьские проезды ближе к началу проспекта целиком застроен многоэтажными панельными домами.

## Достопримечательности

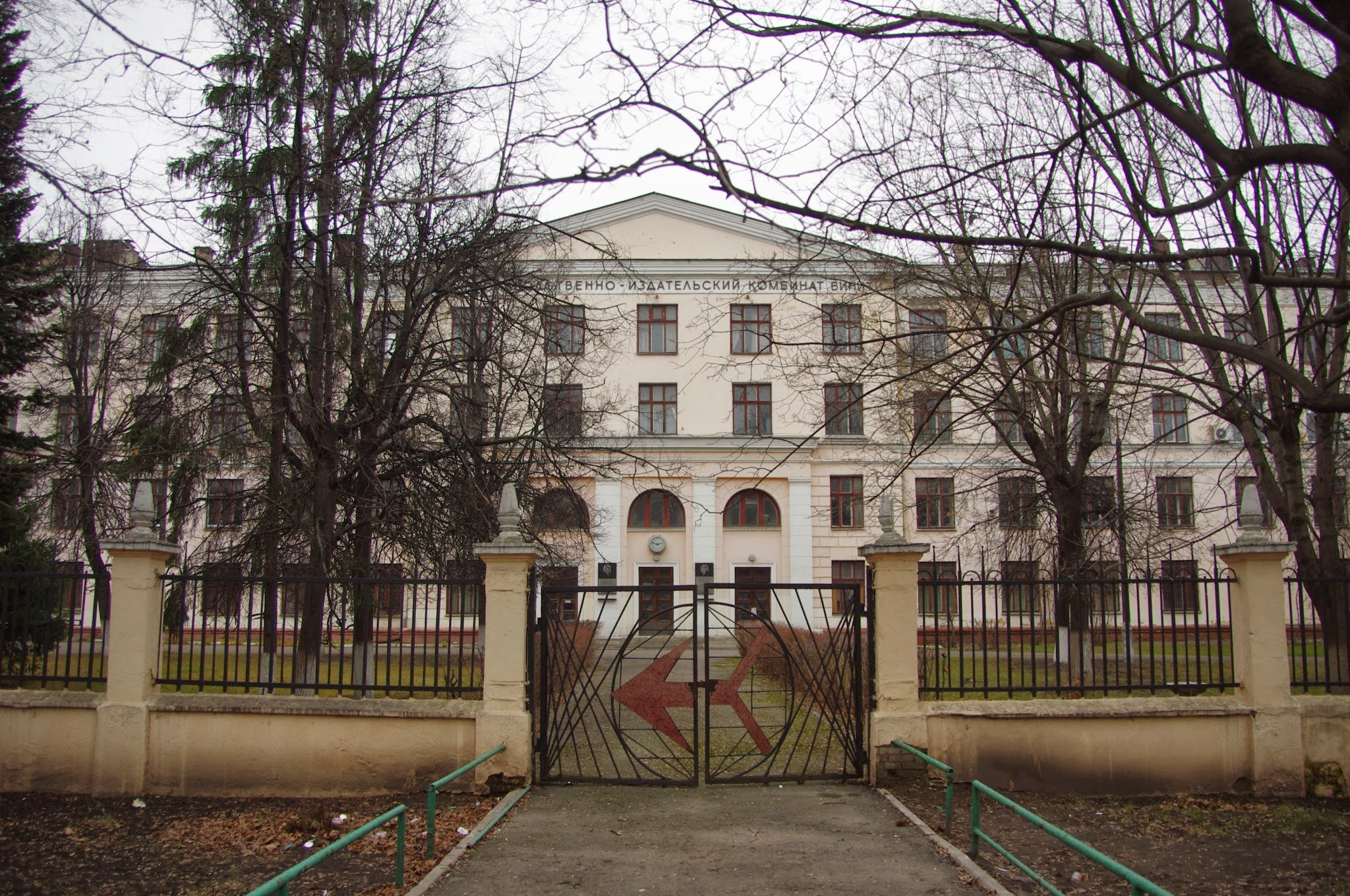
ФГУП «Производственно-издательский комбинат ВИНИТИ», здание 1940 года

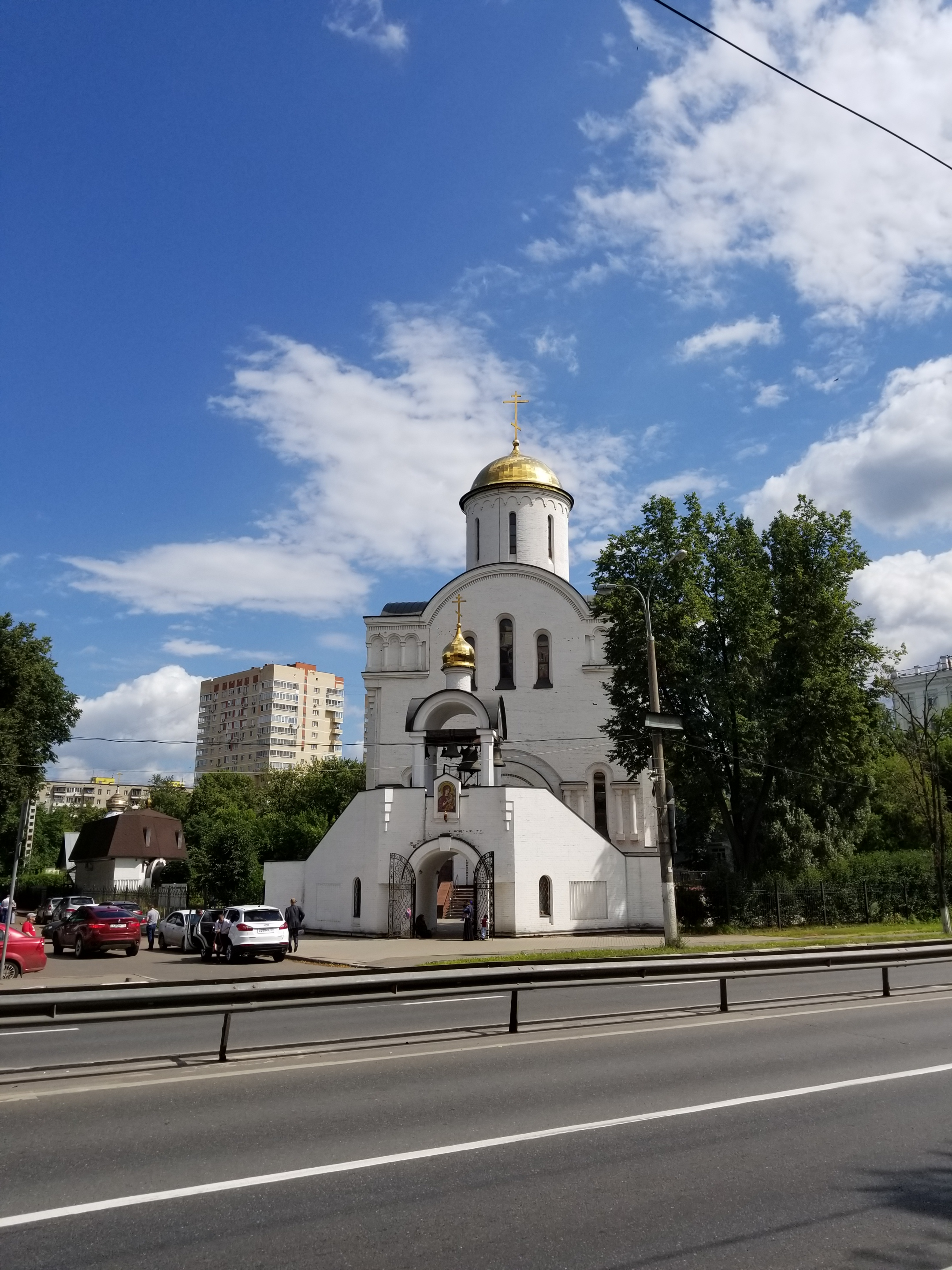
Храм Преображения Господня (Октябрьский проспект, д. 117).

- Деревянная церковь епископа Иннокентия и новая каменная церковь Преображения Господня в посёлке Калинина[2];
- мемориальный комплекс на площади у пересечения с улицей Власова;
- памятник Гагарину на пересечении с Комсомольской улицей;
- мозаичное панно «Мадонна» на доме 151 по Октябрьскому проспекту;
- статуя ангела — памятник воинам, павшим в локальных конфликтах;
- часовня Всех Святых;
- памятник Ленину на площади перед Люберецким Дворцом Культуры;
- обелиск «Жертвам политических репрессий»;
- бывший вокзал станции «Мальчики»;
- главное здание производственно-издательского комбината «ВИНИТИ» — «Наука»;
- главное здание ИГД имени Скочинского.

## Реконструкция
В 2013 году был принят проект реконструкции Октябрьского проспекта, срок выполнения — 2014—2015 годы. Проект предусматривает расширение проезжей части до трёх полос движения на всём протяжении проспекта, а также строительство нескольких внеуличных пешеходных переходов и организацию одностороннего движения по некоторым прилегающим улицам. По состоянию на 2018 год работы по реконструкции не начаты.

## Интересные факты
Небольшая часть проспекта проходит вдоль частных домов бывшей деревни Жулебино, входящей в состав Москвы. Эти дома числятся по Лермонтовскому проспекту, в то время как многоэтажки по другую сторону дороги — по Октябрьскому.